# Emma Terho
Emma Laaksonen Terho, född 17 december 1981 i Washington, D.C., är en finländsk ishockeyspelare (back).
Hon tog OS-brons bara sexton år gammal med Finlands damlandslag i ishockey i Nagano 1998.
Hon studerade 2000-2004 vid Ohio State University och spelade ishockey där.

## Utmärkelser
- Finlands idrottskulturs förtjänstkors,  2022[1]

[Redigera Wikidata]